# Piratstvo
Za obliko kršenja avtorskih pravic glej Piratstvo (avtorske pravice).
Piratstvo je plenjenje, ropanje in drugovrsten nasilen kriminal, ki se odvija na morju. Pomorščaki, ki se ukvarjajo s piratstvom zgolj za svojo korist, so pirati in se štejejo za kriminalce. Če njihovo dejavnost podpira neka država v škodo druge države, so gusarji in imajo status vojaškega osebja.
Piratstvo je v zahodnem svetu že praktično izkoreninjeno, še vedno pa se pojavlja v Aziji in Afriki (Somalija).
Skozi zgodovino je bilo piratstvo najbolj razširjeno v starem in srednjem veku, z nekaj zlatimi dobami v zgodnjem novem veku. Zelo močni so bili pirati v Jadranskem morju s središčem v Senju, ki so celo vsilili davek Beneški republiki. 
Med najbolj znane pirate sodijo pirati z območja Karibov in obal obeh Amerik, Sredozemlja in Indijskega oceana.